# Гурієв Сергій Маратович
Сергій Маратович Гурієв (ос. Гуыриаты Мараты фырт Сергей; (21 жовтня 1971 , Орджонікідзе, Північно-Осетинська Автономна Радянська Соціалістична Республіка, РРФСР, СРСР ) — російсько-осетинський вчений-економіст.
Головний економіст Європейського банку реконструкції і розвитку з 3 листопада 2015 року по 2019 рік, ректор Російської економічної школи з 2004 по 2013 рік, президент Центру економічних і фінансових досліджень і розробок РЕШ (з 2005 року). З 2013 року, після еміграції у Францію — професор економіки паризької Школи політичних наук (Sciences Po).
Доктор економічних наук та кандидат фізико-математичних наук. Вільно говорить і викладає англійською мовою.

## Біографія

### В Росії
Народився 21 жовтня 1971 року в місті Орджонікідзе. За національністю — осетин. Його батько Марат Гурієв (нар. 1945) — доктор технічних наук, професор — один з найбільших радянських і російських фахівців з інформаційних технологій (займався розвитком інформаційних технологій в Адміністрації Президента, нині Президент Союзу операторів Інтернет). У віці п'яти років Сергій Гурієв переїхав з родиною до Києва, де згодом закінчив київську фізматшколу Nº 145.
У 1988 році поступив в Московський фізико-технічний інститут і переїхав з батьками до Москви. У 1993 закінчив з відзнакою МФТІ. У 1994 році захистив кандидатську дисертацію на тему «Деякі математичні моделі формування інвестицій та заощаджень», отримав вчений ступінь кандидата фізико-математичних наук. У 1997—1998 роках стажувався на економічному факультеті Массачусетського технологічного інституту. З 1998 року працює в Російській економічній школі. У 2001 р. захистив докторську дисертацію по темі «Негрошові форми розрахунків у російської економіці». В якості запрошеного професора (англ. visiting professor) викладав на економічному факультеті Прінстонського університету в 2003—2004 академічному році. Є науковим співробітником Центру з досліджень у галузі економічної політики Centre for Economic Policy Research (Лондон) та співредактором журналу Economics of Transition (Лондон).
Входив у першу сотню кадрового резерву президента Росії.
У 2010 році — співведучий програми «Післязавтра» на радіостанції «Ехо Москви».
У 2012 році за дорученням президента Російської Федерації Дмитра Медведєва брав участь у підготовці доповіді групи експертів, очолюваної Тамарою Морщаковою, про другу кримінальну справу Михайла Ходорковського і Платона Лебедєва. Загальний висновок доповіді шести незалежних експертів ставив під сумнів доведеність вини бізнесменів, законність і справедливість винесеного ним суворого вироку. У 2012—2013 роках Гурієв неодноразово виступав з публічною критикою економічної політики уряду Росії, разом з тим він брав участь у підготовці текстів низки виступів голови уряду Д. Медведєва.
У лютому та квітні 2013 року Гурієв в рамках «другої справи ЮКОСа» тричі побував на допиті в якості свідка у Слідчому комітеті Російської Федерації загальною тривалістю 10 годин. Слідство підозрювало, що за підготовку вигідних результатів доповіді у справі Ходорковського-Лебедєва колишні співробітники ЮКОСа матеріально стимулювали експертів. С. Гурієв цю інформацію категорично заперечує, заявляючи, що не отримував жодних коштів від представників ЮКОСа.
У квітні 2013 року у Гурієва з санкції судді Басманного суду Ірини Скуридиної пройшов обшук, вилучено листування за кілька років.
30 квітня 2013 року з дотриманням максимально можливих заходів обережності Гурієв вилетів з «Шереметьєво» в Париж, але факт його еміграції став надбанням громадськості тільки 28 травня. У жовтні 2015 року президент Путін охарактеризував від'їзд Гурієва з Росії як втечу.

### В еміграції
28 травня 2013 року Гурієв подав у відставку з посади ректора РЕШ та пояснив, що перебуває у відпустці у Парижі. 30 травня рада директорів РЕШ задовольнила заяву про відставку. Тим не менш, Гурієв зберіг професорську посаду у школі. Пояснюючи свій від'їзд до Франції в інтерв'ю газеті The New York Times, Гурієв повідомив журналістам про відчуття «суб'єктивної неприязні» з боку влади в Росії, про те, що після багатогодинних допитів почав турбуватися про можливе притягнення його у справі як підозрюваного, про тривожні перспективи вилучення закордонного паспорта та обмеження права пересування, майбутньої розлуки з родиною. Гурієв оголосив, що не хоче жити в страху, тому не повернеться в Росію, «поки є хоча б мізерний шанс втратити свободу».
31 травня, незважаючи на самовідвід, набрав найбільшу кількість голосів на виборах в наглядову раду Ощадбанку, значно випередивши за результатами голосування голову правління банку Германа Грефа.
З 2013 року живе у Франції в еміграції. Займає посаду довічного професора економіки (tenured professorship) паризької Школи політичних наук Sciences Po. Займається науковими дослідженнями, викладає три години на тиждень (72 години на рік), читає студентам мікроекономіку і політекономіку. У грудні 2013 року в інтерв'ю «Новій газеті» Гурієв визнав, що навіть якщо б він не емігрував, а залишився ректором, то все одно був вже не в змозі допомогти РЕШ. «Навіть якщо б мене не посадили, працювати як раніше, я не зміг би. Люди дивляться на людину, яку тягають на допити по справі ЮКОСа, як на зачумлену. Тому розділити мої проблеми і проблеми Школи було необхідним рішенням в будь-якому випадку». Гурієв вітав призначення ректором РЕШ Симеона Дянкова і оцінив його як унікального фахівця.
Бути публічним інтелектуалом в Росії, на думку вченого — небезпечно, тому повертатися в Росію Гурієв не планує.
Перебуваючи в еміграції, Гурієв продовжує залишатися в статусі свідка у першій справі ЮКОСа № 18-41/03, відкритій в 2003 році і станом на кінець грудня 2013 року — не закритій; кожні три місяці кримінальна справа продовжується компетентними органами, з якими Гурієв змушений підтримувати процесуальне спілкування по листуванню. Станом на 2015 рік розслідування справ, пов'язаних з ЮКОСом, в Росії не припинялося, однак і допити слідчими органами не проводилися.
Вже проживаючи і працюючи в Парижі, Гурієв перебував під наглядом російських спеціальних служб.
1 жовтня 2015 року президент РФ Путін на засіданні Ради з прав людини оголосив, що у російської влади немає претензій до Гурієва, він може безбоязно і безперешкодно повернутися в Росію, чому на батьківщині будуть тільки раді.
У жовтні 2015 року стало відомо, що Гурієв є кандидатом на посаду головного економіста Європейського банку реконструкції і розвитку (ЄБРР), при цьому офіційно Росія не мала відношення до його висунення. 3 жовтня його призначено на цю посаду. Почав роботу з літа 2016 року.
У листопаді 2016 року вперше за три роки, вже в якості головного економіста ЄБРР, Гурієв відвідав Росію. У першому інтерв'ю на російській землі міжнародний чиновник зазначив, що «це дуже важлива для нас країна», висловив занепокоєння зростанням бідності в Росії і прогнозував, що нічого супертехнологічного державі, що знаходиться в ізоляції через санкції, створити не вдасться.
У вересні 2018 р. на конференції Russian Economic Challenge 2018 торкнувся проблем нерівності у світі і Росії.

## Родина
Дружина — Катерина Журавська (р. 1972), професор економіки Паризької школи економіки. У сім'ї двоє дітей.

## Громадська діяльність

### Експертне консультування
Член Ради при Президенті Російської Федерації з науки, технологій та освіти (з 16 вересня 2008 року). З 20 вересня 2010 року — член Комісії при Президентові Російської Федерації щодо реалізації пріоритетних національних проектів і демографічної політики.
Член Ради з грантів Уряду Російської Федерації для державної підтримки наукових досліджень, проведених під керівництвом провідних вчених в російських освітніх установах вищої професійної освіти (з 9 квітня 2010 року).
Є членом Наукової ради дослідного інституту BRUEGEL (Брюссель, Бельгія) та Консультативного комітету Інституту міжнародної економіки імені Петерсона. У червні 2010 року обраний в раду громадського руху «ЗаМодернизацию.ру». З 2012 року і до від'їзду з Росії був членом Відкритого уряду Дмитра Медведєва.
Гурієв брав участь у розробці програми Партії прогресу Олексія Навального і програми Демократичної коаліції, до складу якої входила ця партія.

### Робота в радах директорів
Незалежний член кількох спостережних рад в акціонерних товариствах та фондах: Спостережної ради ВАТ «Сбербанк Росії» (2008-14), Наглядової ради ВАТ «Россельхозбанк» (2008-09), Наглядової ради Агентства з іпотечного житлового кредитування (АІЖК) (2008-12), громадської Ради Фонду «Династія» (2007-15), Ради директорів ВАТ «Альфастрахування» (2009-13) і Ради директорів ВАТ «Російська венчурна компанія» (2009-13), Ради директорів ВАТ «ЕОН Росія» (2013-14).

### Публіцистика
В газеті «Ведомости» Гурієв вів з 2003 року регулярну колонку (з 2008 року — спільно з Олегом Цивінським); а з 2007 року — колонку в російської версії журналу «Форбс». Публікувався також у виданнях The New York Times, Financial Times, Washington Post, Moscow Times, проект Project Syndicate, журналах «Експерт», «Вогник», «Російський Фокус». Після подій на Манежній площі написав колонку з назвою «Геть Росію для росіян», і брав участь у мітингу «Росія для всіх».

### Інше
У червні 2015 року став єдиним громадянином Росії, запрошеним на щорічне засідання Більдербергського клубу.
З лютого 2022 року є учасником Антивоєнного комітету Росії. В березні 2022 року разом із Борисом Акуніним та Михайлом Баришниковим запустив благодійний проект «Справжня Росія» (True Russia), спрямований на збір коштів на користь українських біженців.

## Оцінки
Старший науковий співробітник Інституту міжнародної економіки імені Петерсона — Андерс Ослунд у статті для «Foreign Policy» стверджує, що знає Гурієва вже 20 років, вважаючи його «дійсно видатною особистістю», одним з кращих російських економістів, який «має значний послужний список наукових публікацій у міжнародних журналах». Він також вважає, що саме завдяки Гурієву Російська економічна школа змогла краще викладати економічну освіту «не тільки в Росії, але і на європейському континенті». Щодо еміграції він висуває версії, пов'язані з близькістю Гурієва до прем'єр-міністра Медведєва і «підтримувані ним тісні особисті зв'язки з опозиційним політиком Олексієм Навальним».

## Академічна діяльність

### Наукові праці
Працював у галузі досліджень з різних аспектів теорії контрактів, захисту прав інтелектуальної власності, корпоративного управління, трудової мобільності, економічної теорії політики, економіки розвитку і перехідного періоду, а також нової інституціональної економіки, публікуючи статті в міжнародних реферованих журналах.
У своїх працях розглядав питання щодо аксіоматичної теорії корисності, інвестицій, корупції і бюрократії. Також з зарубіжними та російськими колегами проводив дослідження з російської бартерної економіки, міграції і ролі олігархів в становленні російського капіталізму. В галузі економіки розвитку був одним з авторів, що досліджували структурні зміни в Радянській Росії при Сталіні, порівнюючи їх з макроекономічним прогресом Японії після Другої Світової і трендами в економіці царської Росії. З Костянтином Соніним писав теоретичні праці про свободу мас-медіа, рівень демократії, взаємозв'язок диктатури олігархії і в країнах з нестійкою економікою.
На серпень 2013 індекс Хірша за версією РИНЦ — 14, за версією RePEc — 12, за версією Google Scholar — 24, за версією Scopus — 10.

### Викладання
В РЕШ Гурієв викладав курси «Теорія контрактів», «Мікроекономіка» (різні частини), «Економіка розвитку» (англ. Development economics) — на магістерській програмі з економіки. В рамках програми магістратури з фінансів читав курс «Економіка стратегії» (англ. Economics of Strategy).

### Адміністративна робота
- 1998—2002 роки — директор Центру додаткової професійної освіти РЕШ;
- 2002—2004 роки — проректор з розвитку РЕШ;
- 2004—2013 роки — ректор РЕШ;
- з 2005 року до т. ч. — президент Центру економічних і фінансових досліджень і розробок РЕШ.

## Нагороди та премії

### Наукові премії
- 2000 рік — Золота медаль Глобальної мережі розвитку (за кращу дослідницьку роботу по інституційній економіці)
- 2005 рік — Золота медаль Глобальної мережі розвитку (за кращу роботу з безпеки і міграції)

### Інші нагороди
- 2001 рік — премія «Кращий менеджер Російської академії наук».
- 2006 рік — включений Всесвітнім економічним форумом (Давос) до числа «Молодих глобальних лідерів».
- 2009 рік — включений у першу сотню Кадрового резерву Президента Російської Федерації.
- 2012 рік — лауреат Всеросійської премії фінансистів «Репутація» 2012 року в номінації «Кращий незалежний директор фінансового ринку»[49].
- 2019 рік — нагороджений Міжнародною Леонтьєвською медаллю за видатні заслуги в розвитку і викладанні економічної теорії, активне сприяння становленню громадянського суспільства та проведення економічних реформ в Росії [57] .

## Публікації

### Книги
- Сергей Гуриев. Мифы экономики: Заблуждения и стереотипы, которые распространяют СМИ и политики. — 2-изд. — М. : «Альпина Бизнес Букс», 2009. — 296 с. — ISBN 978-5-904522-07-0.
- Сергей Гуриев, Эндрю Качинс, Андерс Ослунд. Россия после кризиса. — М. : «Альпина Бизнес Букс», 2011. — 394 с. — ISBN 978-5-904522-72-8.
- Sergei Guriev, Daniel Treisman. Spin Dictators: The Changing Face of Tyranny in the 21st Century. — Princeton University Press, 2022.

- видання українською мовою: Сергій Гурієв, Даніел Трейсман. Спін-диктатори. Як змінюється обличчя тиранії в ХХІ строітті. — Видавництво BookChef, 2023. — 432 стор. ISBN 978-6175480540

### Наукові публікації
Є автором публікацій у наукових журналах, серед яких:
- 2004 рік — Red tape and corruption // Journal of Development Economics (англ.), 73(2), pp. 489—504.
- 2005 рік — The role of oligarchs in Ukrainian capitalism // Journal of Economic Perspectives, Winter, 19(1), pp. 131—150 (у співавт. з А. Рачинським).[51]
- 2005 рік — Attaching Workers Through In-kind Payments: Theory and Evidence from Russia // World Bank Economic Review, September, 19(2), pp. 175—202 (у співавт. з Р. Фрибелем).[52]
- 2005 рік — Contracting on time // The American Economic Review, December, 95(5), pp. 1369—1385 (у співавт. з Д. Квасовим).[53]
- 2009 рік — (Un)Happiness in Transition // Journal of Economic Perspectives, Spring, 23(2), pp. 143—168 (у співавт. з Е. Журавською).[54]